# Nyköping (comune)
Nyköping è un comune svedese di 51 551 abitanti, capoluogo della contea di Södermanland.
La municipalità fu creata nel 1971 unendo la città di Nyköping con un gran numero di piccoli comuni limitrofi. Nel 1992 è stata poi divisa in tre parti, dando origine alla Municipalità di Gnesta e alla Municipalità di Trosa.
Dal 1942 Nyköping è la sede dell'Aeroporto di Stoccolma-Skavsta, in passato noto come Aeroporto di Nyköping.

## Località
Nel territorio comunale sono comprese le seguenti aree urbane (tätort):
- Ålberga
- Arnö
- Bergshammar
- Buskhyttan
- Enstaberga
- Jönåker
- Nävekvarn
- Nyköping
- Oxbacken
- Runtuna
- Sjösa
- Stavsjö
- Stigtomta
- Svalsta
- Tystberga
- Vrena

## Amministrazione

### Gemellaggi
- Nykøbing Falster
- Iisalmi
- Notodden
- Lauf an der Pegnitz
- Salacgrīva
- Vyborg